# ABS-Group
ABS-GROUP — торговая и инвестиционная группа компаний в области автомобильной индустрии, гостиничного сервиса и строительства. Основана в 1995 году. Входит в число ведущих игроков в отрасли автоиндустрии России.

## История
Группа компаний начала деятельность в 1995 году как розничная торговля автозапчастями под брендом ABS-AUTO. Первые прямые партнёрские соглашения были заключены в 1998 году с концернами SACHS и LEMFÖRDER, с расширением поставок на рынки СНГ.
В 1999 году компания начала сотрудничество с международными брендами ATE, Bosch, Continental и Mahle. Дальнейшее развитие включало стратегические альянсы с SKF (2001), ELF (2004), Schaeffler Group (2010) и Daimler / Mercedes-Benz (2013), что укрепило позиции группы как надёжного дистрибьютора.
Знаковыми событиями в истории холдинга стали:
- строительство и открытие отеля «Park Hotel Stavropol» (2009), знаменовавшее диверсификацию бизнеса;
- партнёрство с командой Формула-1 (2014);
- запуск дилерских центров премиальных марок, включая Mercedes-Benz (2013) и Jaguar Land Rover (2017);
- регистрация собственного бренда ABSEL (2021) с последующим запуском производства автокомпонентов.

В 2024 году группа расширила присутствие на рынке, открыв дилерские центры Hongqi, Geely, Huawei (SERES/AITO), Li Auto.

## Деятельность
Основные направления группы компаний:
- Автомаркет: дистрибуция автокомпонентов;
- Автоцентры: дилерские центры и сервисное обслуживание автомобилей;
- HoReCa: гостиничный бизнес и рестораны (включая Me Sochi);
- Строительство: реализация инфраструктурных проектов.

## География
Филиалы и представительства компании расположены в Москве, Казани, Сочи, Краснодаре, Ростове-на-Дону, Пятигорске, Новороссийске, Санкт-Петербурге, Ставрополье, Владикавказе и Махачкале.